# 科氏泰托脂鯉
科氏泰托脂鯉，為輻鰭魚綱脂鯉目脂鯉亞目脂鯉科的其中一個種，分布於南美洲亞馬遜河流域，體長可達2.1公分，棲息在底中層水域，生活習性不明。